# Basílica de Nuestra Señora de la Candelaria
La Basílica y Real Santuario Mariano de Nuestra Señora de Candelaria es el primer templo mariano del Archipiélago Canario. Esta basílica se encuentra en el municipio de Candelaria en la isla de Tenerife (Canarias, España). Está situada a 20 kilómetros al sur de la capital de la isla, Santa Cruz de Tenerife.
La basílica está consagrada a Nuestra Señora la Virgen de la Candelaria (Patrona de las Islas Canarias) cuya imagen original fue hallada en 1390 por dos pastores aborígenes guanches. La Basílica de Candelaria fue construida en el lugar donde los guanches veneraron a la Virgen tras la conquista (la Cueva de Achbinico) situada detrás del santuario. Hoy en día, la basílica se constituye como uno de los principales santuarios marianos y de peregrinación de España.
Cada 2 de febrero y 15 de agosto esta basílica acoge a los miles de peregrinos que llegan a la Villa Mariana, para venerar a la Virgen de Candelaria los días de su fiesta mayor. La Basílica de Candelaria tiene la categoría de Bien de Interés Cultural, declarada como tal por el Gobierno de Canarias
y es obra del arquitecto José Enrique Marrero Regalado.
La altura que le confiere su campanario de 45 metros hace que sea una característica dominante en el horizonte de la Villa Mariana de Candelaria y de sus alrededores. La Basílica de Candelaria es uno de los mayores ejemplos de arquitectura neoclásica de España. Al lado de la basílica y unida a ella se dispone el Real Convento de Nuestra Señora de la Candelaria, regentado por la Orden de los Dominicos, orden religiosa encargada del santuario, en él se halla el Museo de Arte Sacro. Aparte de la imagen de la Virgen, otro elemento destacado del interior de la basílica son sus pinturas murales. También son famosas las esculturas de los nueve menceyes de Tenerife, situadas en la Plaza de la Patrona de Canarias junto a la basílica.

## Primer Santuario Mariano de Canarias
La Basílica y Real Santuario Mariano de Nuestra Señora de Candelaria y todo lo que integra el santuario en general, está considerado el principal Santuario Mariano del Archipiélago Canario e Iglesia Patronal de las Islas Canarias por varias razones: La primera y más conocida porque es el Santuario de la Patrona de Canarias, la Virgen de Candelaria, la segunda porque está construida junto al que fue el primer gran santuario mariano de peregrinación de Canarias (la Cueva de Achbinico) y la tercera y última razón, por ser el Santuario más visitado de Canarias, con 2,5 millones de visitantes anualmente, lo que lo convierte también en uno de los santuarios más visitados de España.

## Veneración y breve reseña histórica
Al lado de la Plaza de la Patrona de Canarias, de esta localidad canaria, se levanta la Basílica de Nuestra Señora de la Candelaria, Patrona de Canarias y alcaldesa honoraria de todos los municipios de Tenerife. Es una basílica blanca y grandiosa de estilo neoclásico, donde los canarios católicos rezan a esta virgen por la que sienten gran devoción.
La Virgen de Candelaria es una virgen negra lo que le ha dado el apelativo popular de "La Morenita", la imagen se encuentra en lo alto del altar-camarín, a donde pueden acceder los fieles varias veces al día cuando acaban las misas.
En un lateral del interior de esta basílica hay una estancia donde aparecen las siete Islas Canarias colocadas en una pared, y frases históricas que recuerdan la aparición de la virgen y el año en que fue nombrada Patrona de Canarias, en esta habitación los fieles encienden velas y depositan flores a la sagrada imagen de la "Morenita" como se la llama cariñosamente en Canarias.
La imagen porta al niño Jesús en el brazo derecho y una candela en la mano izquierda, por lo que fue asignada la cristianización de las islas a Nuestra Señora de la Candelaria, por este motivo se celebra la fiesta de la virgen desde 1497 el 2 de febrero y celebrada también el 15 de agosto, este último día como Fiesta Patronal de Canarias.
En el interior de esta basílica, hay una capilla dedicada al Santísimo Cristo crucificado llamado Cristo de la Reconciliación obra de Ricardo Rivera Martínez (1936) que preside la Capilla Penitencial de la Real Basílica. En la basílica también destacan los murales de ángeles que adornan el altar mayor y los cuadros exvotos que se encuentran en los laterales de la basílica. La Basílica de Candelaria conserva las reliquias de los santos mártires San Restituto y Santa Restituta, que fueron depositados por el Nuncio del Papa en España con motivo de la consagración del santuario.
El 7 de noviembre de 1826, la imagen de la virgen desaparece en medio un fuerte temporal de lluvia y viento, por lo que los frailes dominicos encargaron una nueva talla al escultor Fernando Estévez. En 1830 fue bendecida esta imagen.
En 1559 el papa Clemente VIII nombra Patrona de Canarias a la Virgen de Candelaria y el 12 de diciembre de 1867, Pío IX la declara Patrona Principal del Archipiélago Canario. El 13 de octubre de 1889 la imagen es coronada canónicamente por el obispo de Tenerife, Don Ramón Torrijos como la quinta imagen mariana de España.
La tradición que narra el hallazgo nos informa de los acontecimientos donde la imagen fue llevada a la cueva del Mencey Acaymo (cueva de Chinguaro) y que posteriormente los propios guanches la trasladaron a la Cueva de Achbinico situada junto al mar detrás de la actual basílica, siendo por lo tanto esta cueva el primer santuario cristiano de peregrinación en Canarias. Esta cueva fue además utilizada hasta el siglo XVI como lugar de enterramiento para los fieles cristianos que querían ser enterrados junto a la Virgen de Candelaria.
El actual santuario tiene una entidad llamada "Fundación Canaria Santuario de Candelaria", con un centro de acogida, destinado a los más enfermos y ancianos. Actualmente, este Santuario Mariano atrae no sólo a peregrinos y devotos católicos, sino también de otras religiones. En este sentido destaca la comunidad hindú de Tenerife, los cuales han donado gran cantidad de los mantos de la Virgen. Cada año en el mes de mayo se celebra en la Plaza de la Basílica el Festival Intercultural India - Canarias, que tiene por objetivo dar a conocer las costumbres hindúes, a través de la gastronomía y el folclore.

## Origen de la basílica

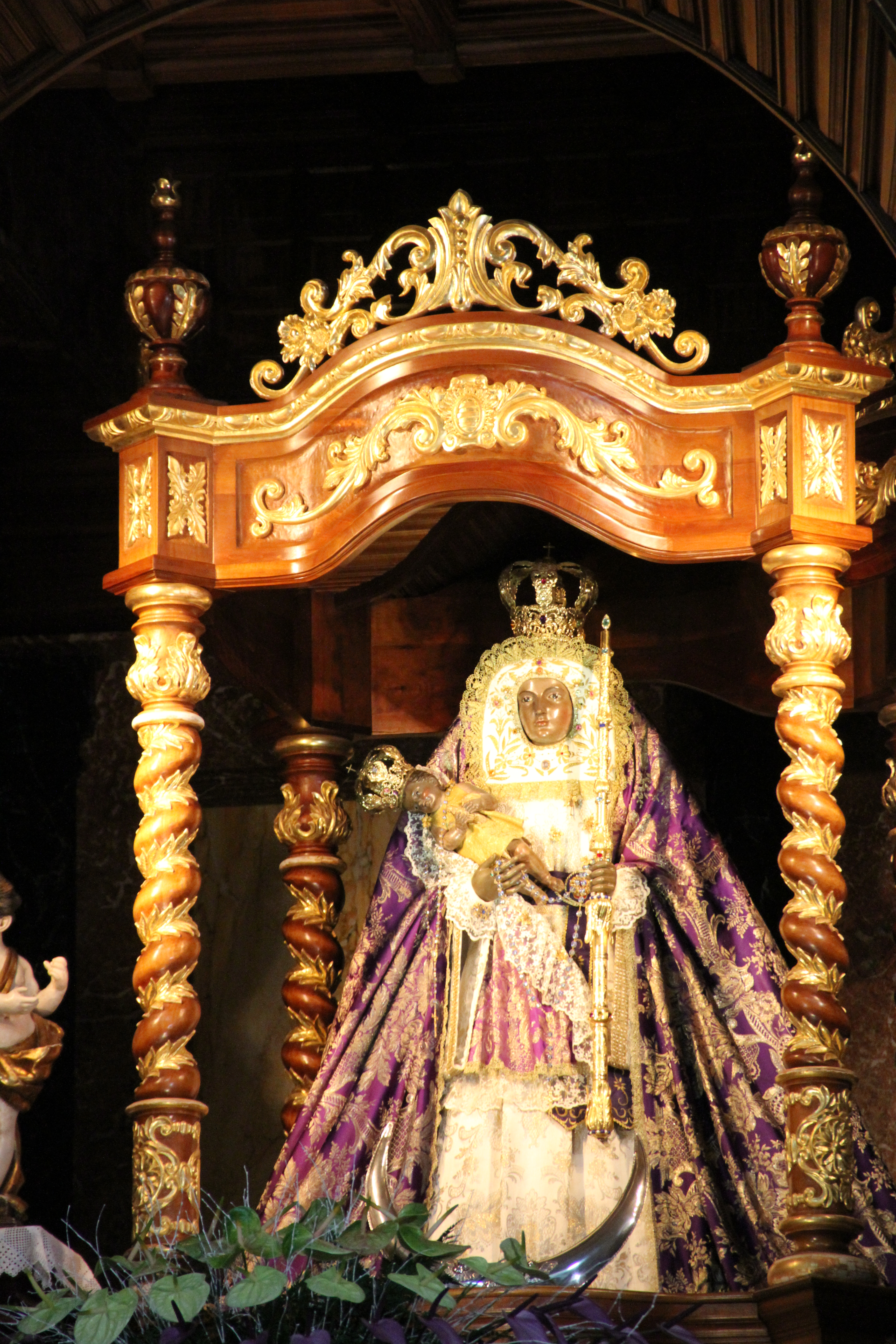
Imagen de la Virgen de Candelaria, Patrona de Canarias.

Desde el traslado de la Virgen de Candelaria a la Cueva de Achbinico, varios han sido los templos que han custodiado a la imagen de la patrona canaria. Así, el primer gran santuario en honor a la virgen morenita fue impulsado por el obispo de Canarias, Bartolomé García Ximénez Rabadán en 1668 y concluido en 1672. Era un edificio amplio y de tres naves con una alta torre, dicho templo desapareció como consecuencia de un incendio acaecido el 15 de febrero de 1789.
Los frailes dominicos iniciaron la reconstrucción del templo y del convento de forma inmediata, trasladando provisionalmente a la virgen a un ala del convento en 1803, a la espera de concluir el nuevo santuario. Pero en 1819 se paralizan los trabajos por falta de fondos.
En 1826 desaparece la imagen original de "La Morenita" debido unas fuertes lluvias, y en 1836 los dominicos se vieron obligados a abandonar Candelaria debido a la Desamortización de Mendizábal, lugar al que retornaron el 9 de julio de 1922. Entonces se reanudaron las obras, pero en la parte alta del risco de La Magdalena. El propósito era evitar los riesgos derivados de cualquier temporal. La idea fue desechada con rapidez continuando en el emplazamiento anterior, el mismo que el actual, lugar donde estaba la primitiva iglesia.
Sin embargo las obras de construcción del actual templo se pospusieron en diversas ocasiones y por diversas razones: por la crisis económica de 1931 tras la proclamación de la Segunda República y más tarde por la Segunda Guerra Mundial y por la guerra civil española. Por lo cual se tuvieron que paralizar los trabajos que se llevaban a cabo según el diseño del arquitecto Eladio Laredo.
Finalmente 12 años después, en 1948, el obispo Monseñor Don Domingo Pérez Cáceres promovió la construcción de un gran templo encargando las obras al arquitecto tinerfeño José Enrique Marrero Regalado y promoviendo la implicación de la sociedad y de las autoridades para culminar esta obra. El nuevo santuario tendría un estilo neo-canario mezcla ecléctica de todos los estilos sucedidos en Canarias.
En 1949 la basílica comenzó a construirse, la dirección facultativa se unió al sentir popular de realizar donaciones y limosnas que sirvieran para sufragar los gastos de la construcción del ansiado santuario. Además donativos llegaron desde todas las islas del archipiélago, la basílica tardaría prácticamente una década en acabarse.
Finalmente el 1 de febrero de 1959 la basílica fue consagrada en una gran ceremonia religiosa por el Nuncio de Su Santidad en España, Monseñor Ildebrando Antoniutti y por el obispo Don Domingo Pérez Cáceres. Ese mismo día la imagen de la Virgen de Candelaria fue trasladada en solemne procesión desde el vecino Real Convento de los Dominicos de Candelaria hasta su nuevo templo basílical, antes haciendo el cortejo una parada en la Plaza de la Patrona de Canarias donde se realizó una ofrenda floral. Representaciones folclóricas de todas partes de España acudieron con sus bailes típicos a la consagración del templo de la Patrona del Archipiélago Canario, provenientes de: Galicia, Aragón, Andalucía y el País Vasco entre otros. Por supuesto también acudieron grupos provenientes de cada una de las siete Islas Canarias.
En 1961 el obispo Don Domingo Pérez Cáceres murió siendo sepultado en la propia Basílica de Candelaria a los pies de la Santa Patrona de Canarias. Entre los personajes más significativos que han visitado la basílica destacan jefes de Estado o de Gobierno, así como los más destacados personajes de la Iglesia, Milicia, Política, Deporte, Arte, etc. Entre ellos ocupan un papel de honor los anteriores Reyes de España, Don Juan Carlos I de Borbón y Doña Sofía de Grecia, que la visitaron siendo aún Príncipes y luego, ya como Reyes, en 1977.
Tras su consagración, la basílica de la Patrona de Canarias se fue enriqueciendo y ampliando: el camarín de la Virgen, la construcción de la capilla votiva a la Virgen (1972), según proyecto realizado por Félix Quemada Nieto, la capilla del Sagrario, la colocación de un reloj nuevo para la torre (1971), la instalación del sistema acústico (1973), la colocación de pintura mural de la Eucaristía realizada por José Aguiar para la Capilla del Sagrario (1976), la nueva sala-velero para promesas y la sala-exposición de exvotos y recuerdos de la Virgen (1983), la instalación de megafonía (1987), la colocación de un reloj carrillón (1990), la remodelación de la capilla penitencial (1993), etc.
En 1972 se retomaron las obras de terminación de la basílica y en 1974 se redactó un proyecto de reforma de la misma por el arquitecto Félix Saenz Marrero. En 1989 se procedió a la pintura y acabado exterior de la basílica. Y entre 1998 y 1999 se restauró la fachada, costeada por el Cabildo de Tenerife y llevada a cabo por el arquitecto Francisco Javier González Reyes, quien también redactó en 2000 un Plan director de conservación de la basílica.
El 19 de abril de 2005 la Santa Iglesia Basílica de Nuestra Señora de la Candelaria fue declarada Bien de Interés Cultural de Canarias (BIC), con categoría de monumento. Ese día concluyó un expediente iniciado con una Resolución de la Dirección General de Bellas Artes y Archivos del Ministerio de Cultura de 11 de abril de 1983.
En 2009 la basílica cumplió la efeméride del 50 aniversario de su consagración con una eucaristía presidida por Monseñor Manuel Monteiro de Castro, nuncio de Su Santidad en España. El Papa Benedicto XVI emitió una bendición apostólica a los Dominicos de Candelaria en la que felicitaba a todos los canarios por el aniversario de la basílica, refiriéndose a la Virgen de Candelaria como Patrona General del Archipiélago Canario.
Es importante destacar que el estilo arquitectónico de la Basílica de Candelaria es un reflejo de la época de postguerra en la que fue construida. Su apariencia arquitectónica exterior es muy similar a otros templos construidos en España en la misma época, tales como la Basílica de La Macarena en Sevilla o la Ermita de El Rocío en Almonte.

### Título de Real Santuario Mariano
En 1596, el rey Felipe II se declaró protector y patrono de la Virgen de Candelaria, cargo que mantuvieron sus sucesores. El monarca, tras subir al trono, se declaró patrono del Convento Real de Nuestra Señora de la Candelaria, de ahí el rango que lleva el santuario desde entonces. Por lo tanto es el primer santuario mariano de Canarias en recibir cargos de realeza por parte de la monarquía española. Tras la Basílica de Candelaria le siguió en Tenerife el Real Santuario del Santísimo Cristo de La Laguna que recibió dicho título de Real Santuario en 1906.

### Título de Basílica Menor
El 24 de enero de 2011, el templo fue elevado a la dignidad de Basílica menor "de muy buen grado" por el Papa Benedicto XVI. La solemne consagración de dicho templo como basílica menor se produjo el 2 de febrero siguiente coincidiendo con la Festividad de la Virgen de Candelaria y siendo obispo de la diócesis de Tenerife, Monseñor Bernardo Álvarez Afonso. Por lo tanto se convierte en el cuarto templo canario en recibir esta distinción y el primero de la diócesis Nivariense.
Con la concesión de este título a la Basílica de Candelaria, le corresponden unos "derechos y concesiones litúrgicas", además de méritos para alcanzar la indulgencia plenaria: confesar, comulgar, rezar el padrenuestro y el credo, así como orar por las intenciones del Papa.
Son en total seis días diferentes al año:
- 24 de enero, aniversario de la concesión del "título de basílica menor".
- 1 de febrero, día de la dedicación de la basílica.
- 2 de febrero, día de la Virgen de Candelaria, titular de la basílica.
- 29 de junio, día de San Pedro y San Pablo.
- 15 de agosto, día popular de la Virgen de Candelaria, elegido por el Obispo Monseñor Bernardo Álvarez Afonso.
- Un día elegido libremente por cada fiel, que no corresponda con los anteriores.

## Descripción

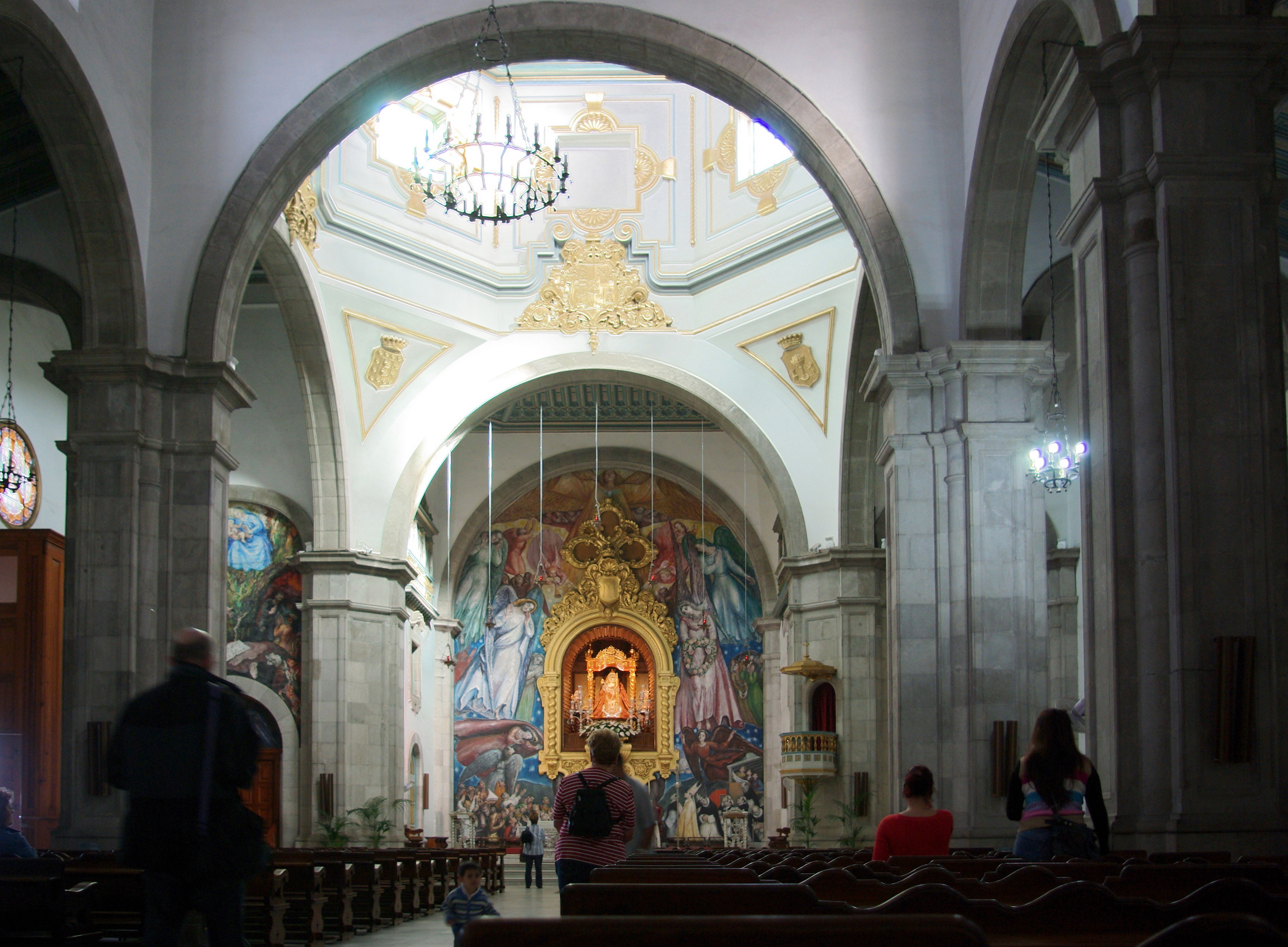
Interior de la Basílica de La Candelaria. En el altar, la imagen de la Virgen.

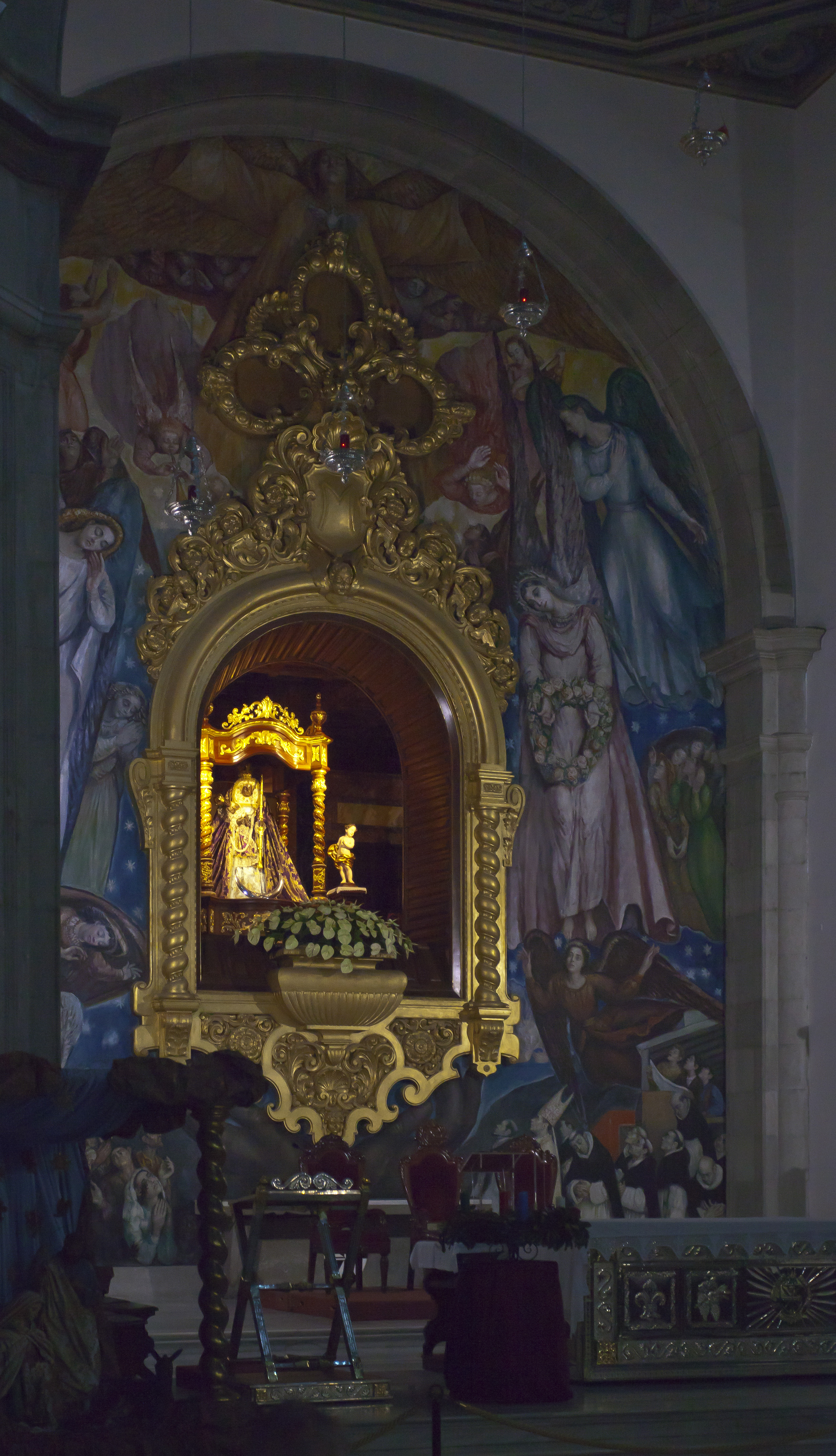
Detalle de la Virgen.

La Basílica de Candelaria constituye un inmueble de dimensiones considerables con capacidad para 5.000 personas. 
Cuenta con dos torres en su fachada de 35 m de altura y una lateral de 45 m, con ocho huecos en su campanario y rematada con un balcón canario. Tiene dos puertas de acceso, la lateral abierta a la plaza y la principal al risco de la Magdalena, donde está emplazada la Fuente de los Peregrinos, obra de Alfredo Reyes Darias, que lleva en su frontis un gran mosaico que representa a la Candelaria en uno de sus milagros. Su borde la forman una sucesión de conchas de peregrino con siete delfines que dan al estanque.
La fachada principal de piedra noble es flanqueada por pilastras de capitel dórico que sostienen un frontón partido. Sobresale su cuerpo central de forma triangular rematado en cruz latina. Entre las pilastras se encuentra un arco peraltado cuya clave está adornada por un medallón con un relieve vegetal en el centro, siguiéndole un rosetón en forma de conchas en relieve con una vidriera con un tema alusivo a la Virginidad de María. En la fachada lateral, que da a la Plaza, el paramento está recorrido por zócalos de piedra, dividido en tres secciones separada por pilastras del mismo material, rematados por pináculos pareados dobles y tres ventanas.
Su decoración interior es de orden dórico con una policromía simbólica que alude a los tonos de la vestimenta clásica de la Virgen. Su cimborrio o cúpula es de gran amplitud y luminosidad, encontrándose representados los escudos de las siete islas. La techumbre imita al estilo mudéjar y muestra tales caracteres simbólicos en su policromía. Al fondo de la puerta principal se encuentra el altar mayor y el retablo de la patrona.
En el interior, en un segundo vestíbulo realizado en 1974, se halla un pequeño museo con donaciones a la Virgen. Adornan sus paredes dos óleos de Dimas Coello y un Cristo de Ruano. En la nave lateral derecha se encuentra la Capilla del Santísimo, a la que se accede a través de una puerta con rejería torneada. Enmarcado por un arco de medio punto de piedras se expone uno de los murales del pintor cubano-gomero José Aguiar que representa la Última Cena. Las puertas del sagrario están flanqueadas por columnillas salomónicas pareadas. Las vidrieras laterales representan el encuentro de la Imagen con los pastores y la traída de ésta por el mencey. Son obra del pintor Carlos Chevilly. Superpuesto al dintel de la puerta un arco aperaltado alberga el mural del Santo Hermano Pedro de Bethencourt, obra de Aguiar.
La nave izquierda se ve interrumpida casi a la altura del crucero por la puerta lateral del templo. Al principio se halla la puerta que da acceso al camarín de la Virgen. De forma idéntica a la Sacristía se coloca un ángel en el dintel y el mural del padre San José de Anchieta entre ambos arcos, obra también de Aguiar. Dos rampas de subida convergen para enlazar con un último tramo de escaleras. Al terminar éste se desemboca en un vestíbulo con otro mural de este pintor con el tema bíblico de la multiplicación de los panes y los peces en un recinto revestido de caoba en sus muros y en su artesonado.

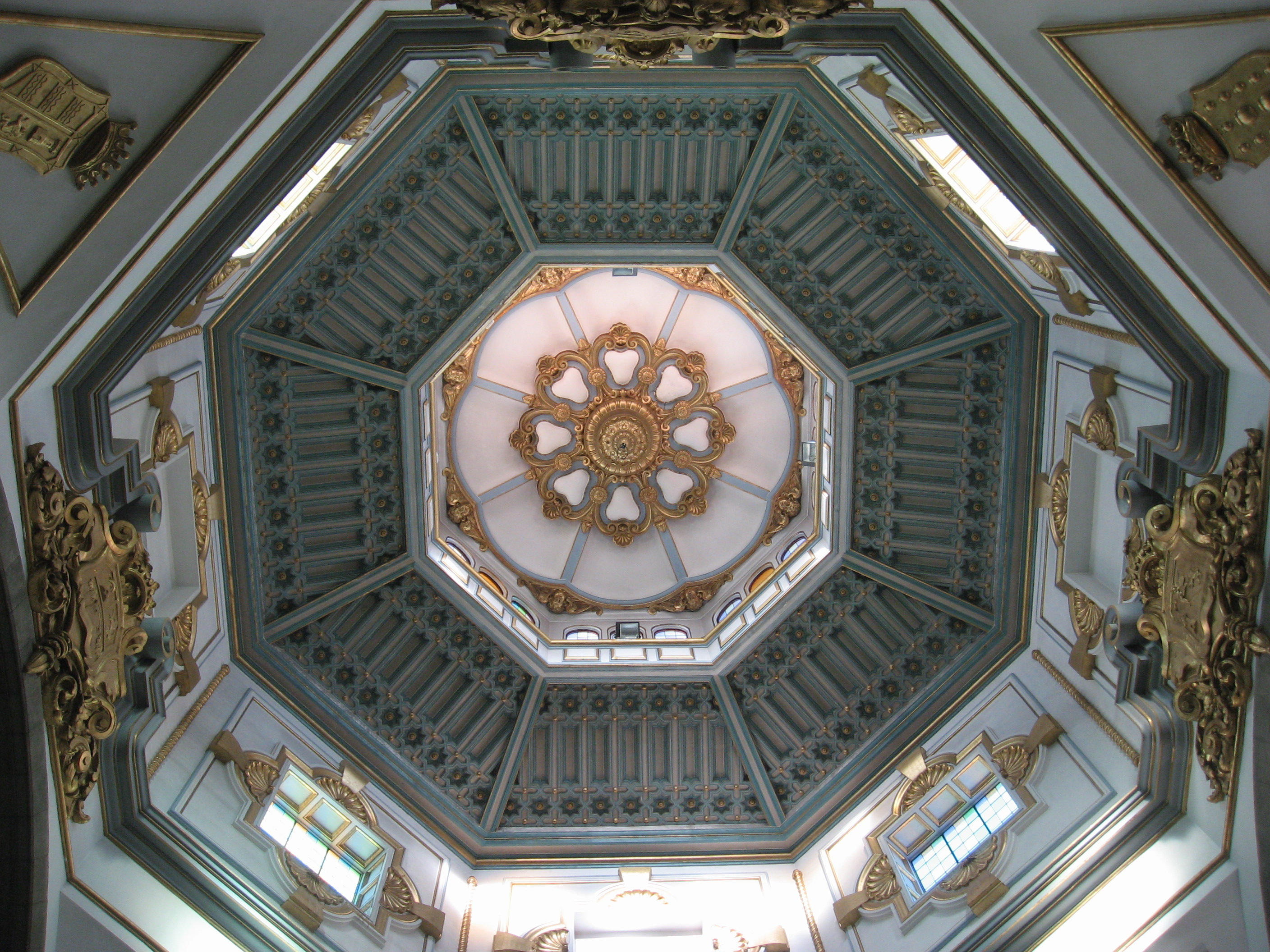
Cúpula desde el interior con los escudos de las siete Islas Canarias.

En el altar mayor el ara es de mármol. En las paredes laterales se encuentra una estructura dispuesta en pisos sucesivos de puerta, ventanal y balconada de celosías. El retablo está enmarcado por un arco de medio punto de piedra que descansa en pilastras de capitel dórico. En su centro se encuentra el nicho de la Patrona ligeramente hundido en forma de arco de medio punto enmarcado por casetones de caoba, inserto en un segundo con columnas de fuste salomónico. El monumental mural del presbiterio que cubre el fondo de la Basílica es también de Aguiar. Presenta dos planos, uno terrestre y otro celestial, los dos con grandes figuras alegóricas y terrenales. El izquierdo muestra en su parte inferior a nueve dominicos y a su cabeza al obispo Pérez Cáceres. Lo corona como eje central el Espíritu Santo en forma de paloma, 19 figuras en actitud piadosa suplican su clemencia, entre las que se encuentran hombres, mujeres y niños. En un lateral del altar mayor se encuentra la bandera de la Ciudad del Vaticano, en referencia a la estrecha vinculación del Santuario con el Papado debido a su condición de Basílica menor.
Sus murales muestran una estética propagandística de un simbolismo grandilocuente con ribetes expresionistas. El fondo de las dos naves laterales está decorado con óleos del isorense Manuel Martín González, "Tierra de Chinguaro" y "Playa de Chimisay" que plasman el paisaje seco del sur de la isla.
En el exterior de la basílica se proyectó en 1958 por el ingeniero Juan de la Roche una amplia plaza explanada. Junto al mar las antiguas esculturas de los menceyes sobre plintos de basalto fueron sustituidas recientemente por otras de bronce más monumentales y realistas de José Abad.
Junto a la basílica y hacia el mar se localiza el Convento dominico, restaurado hacia los años 60 del siglo XX en estilo neocanario y articulado en torno a un claustro de planta cuadrada. A él se abren las distintas dependencias conventuales (museo, salón de conferencias, librería, recibidor, salón de reuniones). En la planta alta se ubican las habitaciones de los religiosos, el oratorio, la biblioteca, cocina y comedor. Como elemento arquitectónico más destacado se cita la puerta lateral de piedra, de estructura adintelada, que descansa sobre medias columnas corintias.

## Campanas

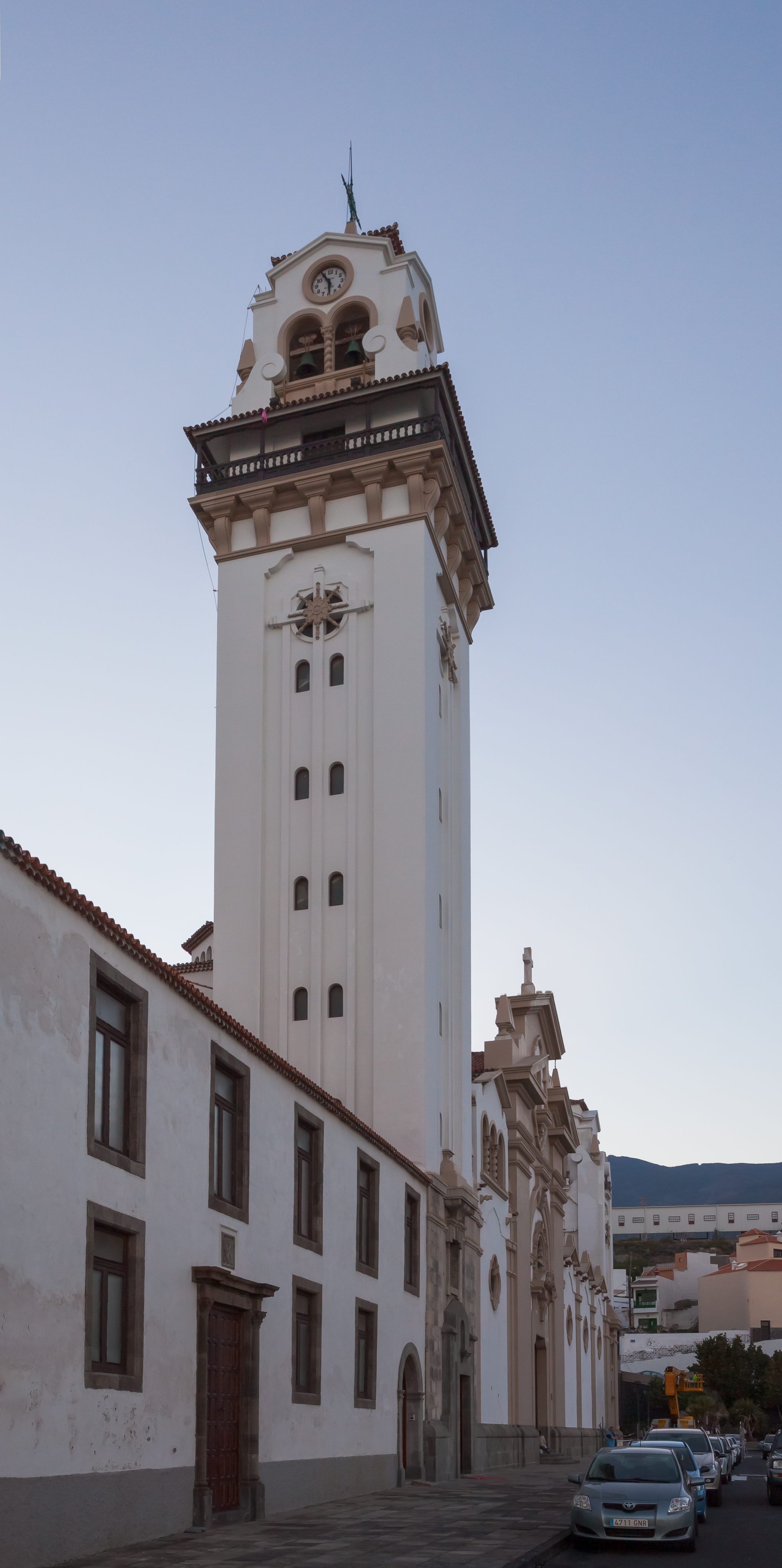
Campanario.

La Basílica de Candelaria posee diez campanas cada una con un nombre diferente: Santa María de Candelaria y San José, ambas de 1894 que se encontraban en el antiguo convento. Éstas son las que se encuentran orientadas hacia el Cuartel de la Guardia Civil en el Risco de La Magdalena. Otras dos campanas son las de Santo Domingo de Guzmán y Virgen de Candelaria que son para las llamadas a misa y repiques. Las restantes son todas del año 2004, dos miran hacia la Plaza de la Patrona de Canarias y repiten nombre (Santo Domingo de Guzmán y María de Candelaria), mientras que las cuatro restantes llamadas Santo Hermano Pedro, San José de Anchieta, Mártires de Tazacorte y San Juan Macías, se utilizan para los toques de la Virgen y una serie de melodías como el Himno de la Alegría, en honor del antiguo rector del Santuario, el padre Jesús Mendoza González (fallecido en 2013), que suena cada día a las diez de la mañana.

## Escudo basilical

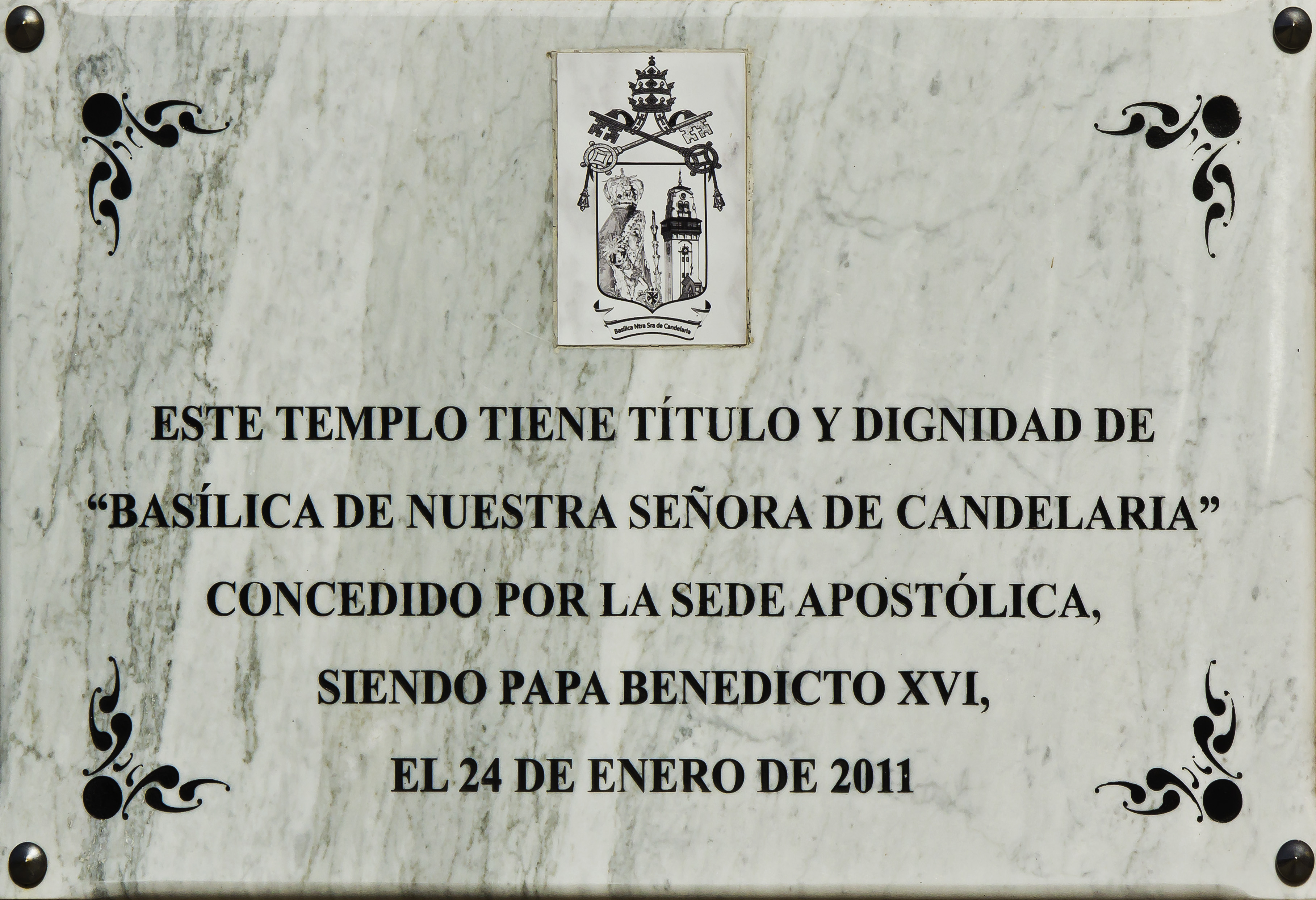
Placa de mármol en conmemoración del nombramiento del Santuario como Basílica menor. En esta placa se aprecia el escudo basilical.

Todas las basílicas, por su peculiar relación con la Cátedra de Roma y con el sumo pontífice, tienen la concesión de poseer su propio escudo y de exhibir las insignias pontificias.
El escudo de la Basílica de Nuestra Señora de Candelaria tiene en el blasón central la imagen de la Virgen de perfil, vestida con un manto azul marino y oro (el mismo manto que llevó en la consagración del Santuario como Basílica menor). A su lado se encuentra el campanario de la basílica, como símbolo identificativo del Santuario. En la parte inferior del blasón se encuentra el escudo de la Orden de Predicadores, que es la orden encargada de la basílica. En la parte superior destacan los símbolos propios del Papado: las llaves entrecruzadas de San Pedro y la tiara del romano pontífice. Al pie del conjunto del escudo, se despliega la divisa con el lema del templo, en este caso su nombre: "Basílica Ntra Sra de Candelaria".

## Capillas y salas anexas
La Basílica de Candelaria posee tres amplias naves, dos capillas, una sala de ofrendas y el camarín:

### Camarín de la Virgen de Candelaria
Es donde se encuentra la imagen de la Virgen de la Candelaria, es una habitación situada justamente detrás del altar. A este lugar pueden acceder los fieles después de la misa para estar más cerca de la imagen de la Virgen en el curso de las subidas al camarín.
La Virgen de Candelaria está en un trono de madera con motivos vegetales dorados y rodeada de dos ángeles a los lados, la Virgen tiene un cuarto creciente (media luna) a sus pies, asimismo está enmarcada en un sol de plata con doce estrellas doradas que hacen alusión al Apocalipsis 12, "Apareció en el cielo una señal grande, una mujer vestida de sol, con la luna a sus pies". A la imagen de la virgen que es de vestir, se le cambian frecuentemente los mantos por otros de diferentes colores, según los tiempos litúrgicos. En las fechas cercanas al 2 de febrero y al 15 de agosto (días de su fiesta), la imagen es bajada en secreto del camarín hasta colocarla en un trono procesional repujado en plata, que es un espléndido trono de plata que fue hecho por el artista lagunero Juan Ángel González García (1946-2020).

### Capilla del Sagrario
Capilla situada junto a la sacristía, destaca una pintura mural titulada "Apoteosis de la Eucaristía" y representa la Última Cena de Jesús con sus apóstoles, obra de José Aguiar. También se encuentran en esta capilla vidrieras con escenas de la aparición de la Virgen a los guanches. En este lugar se encuentra la custodia del Santísimo Sacramento.

### Capilla del Cristo de la Reconciliación

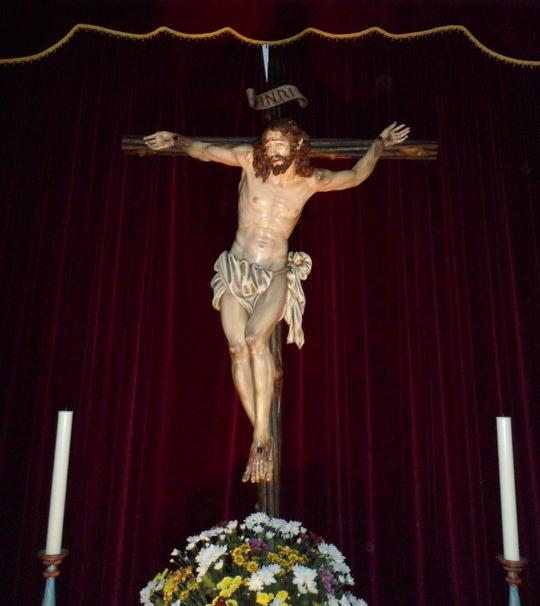
Imagen del Santísimo Cristo de la Reconciliación en el interior de su capilla.

Esta capilla fue bendecida el 19 de abril de 1996, en ella destaca una imagen de Jesucristo crucificado hecho por el escultor sevillano Ricardo Rivera Martínez en 1936, el Santísimo Cristo de la Reconciliación.
Según los expertos en arte, es uno de los Cristos con más realismo dado el grado de dolor que refleja su cara y su increíble calidad artística, y es considerado uno de los mayores tesoros artísticos del templo. La imagen es de los llamados "Cristos sindónicos" es decir, aquellos que se basan en la Sábana Santa de Turín (Italia). En la imagen del Cristo de la Reconciliación esto se manifiesta en la colocación de los clavos en las muñecas de las manos en vez de en las palmas de la misma. La Capilla del Santísimo Cristo de la Reconciliación es la capilla penitencial de la basílica, dedicada a las confesiones. Esta capilla es muy visitada por los fieles.

### Sala de las Velas
La popularmente llamada "Sala de las Velas" o "Sala de las Ofrendas" se encuentra junto a la puerta principal de entrada a la basílica. Toma el nombre de las velas y ofrendas de flores que colocan los fieles en su interior. Preside la sala el cuadro de la Coronación Canónica de la Virgen de Candelaria una obra de Emilio Bordanova del siglo XIX.
Junto al cuadro mariano se encuentra un mapa de las siete Islas Canarias en cuya parte superior se lee: Patrona del Archipiélago. Clemente VIII, 1599 y Pío IX, 1867. En el resto de la sala también aparecen frases que relatan la historia de la Virgen y de su templo.

## Vidrieras
Se aprecian en el templo cuatro tipos de vidrieras diferentes: las que representan escenas de la vida de la Virgen María, las que representan escenas de la aparición de la Virgen de Candelaria a los guanches, las que representan a ángeles y arcángeles y las que no tienen ninguna representación humana sino que están constituidas por franjas de diferentes colores y tonalidades.
El orden distribuitorio de estas vidrieras es:
- Escenas de la vida de la Virgen María: Se encuentran en las naves laterales, la del evangelio y la de la epístola.
- Escenas de la aparición de la Virgen a los guanches: Mayoritariamente se encuentran en la capilla del Sagrario, en la Sala de las Velas y en las escaleras de acceso al camarín.
- Escenas que representan a Ángeles: Se encuentran junto al techo de la nave central del templo.
- Escenas sin representación humana: Son muy escasas, pero por lo general se encuentran junto a las de la aparición de la virgen, como en la capilla del Sagrario o en la Sala de las Velas.

## Pinturas murales
Es uno de los elementos que más llaman la atención dentro de la basílica, las pinturas son obra de José Aguiar García. Las pinturas murales presentes en la basílica son:
- Escena con el padre San José de Anchieta: Óleo sobre lienzo adosado a la pared. Está ubicada en la Nave del Evangelio, sobre la puerta de acceso al camarín.
- Escena con el Santo Hermano Pedro de Betancur: Óleo sobre lienzo adosado a la pared. Ubicado en la nave de la Epístola, sobre la puerta de acceso a la sacristía.
- Pinturas de Ángeles de la Capilla Mayor: Óleo sobre lienzo adosadas a la pared, ubicada en el altar mayor.
- Apoteosis de la Última Cena: Óleo sobre lienzo adosado a la pared. Ubicada en la capilla de la Última Cena o del Sagrario.
- Multiplicación de los panes y los peces: Óleo sobre lienzo ubicada en las escaleras de acceso al camarín.

## Fiestas

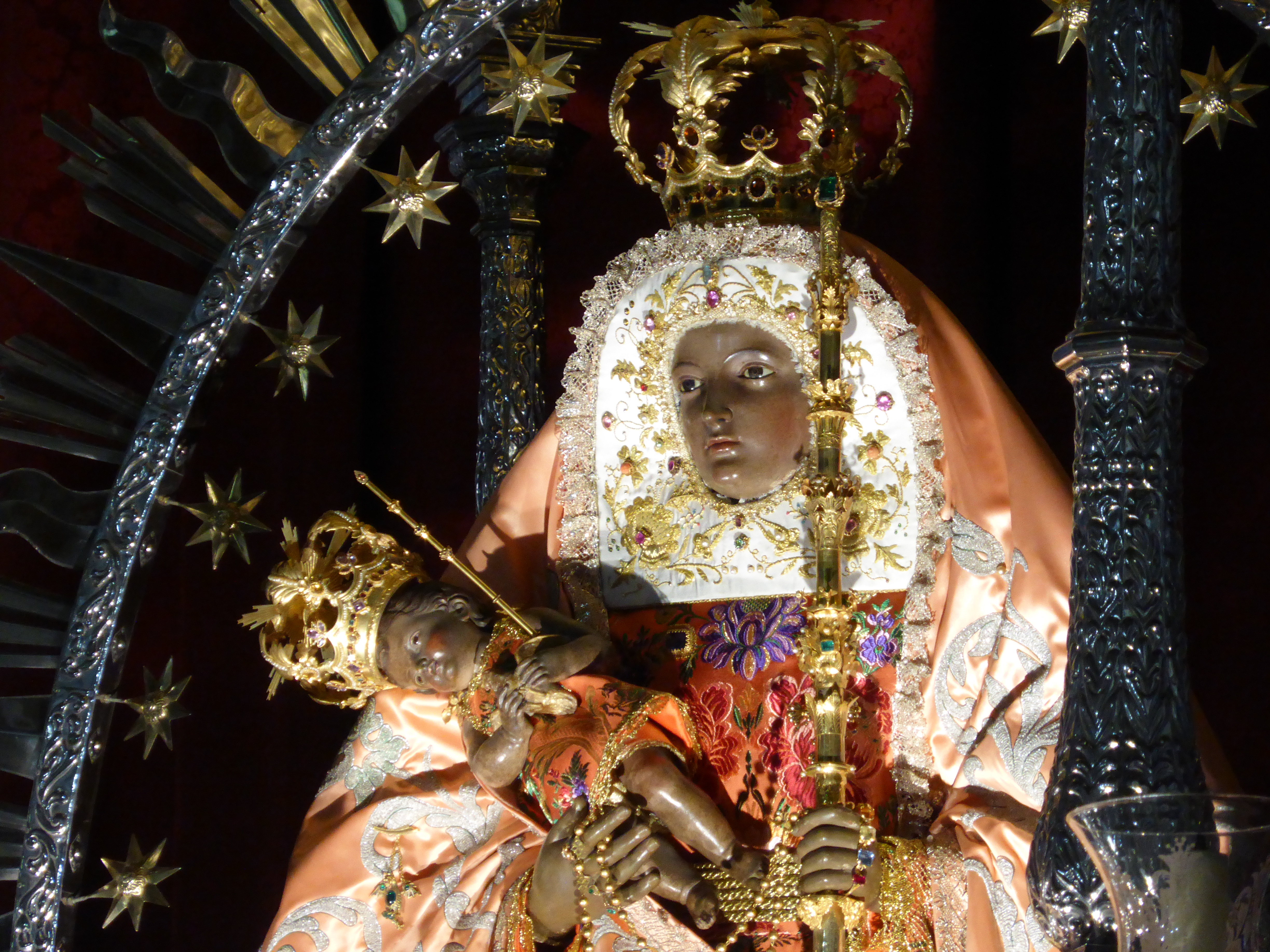
Detalle de la imagen de Nuestra Señora de Candelaria, en su trono procesional repujado en plata.

Cada año se celebra la Fiesta de la Candelaria en la cual muchos devotos de la Virgen Morenita hacen la peregrinación desde todos los lugares de la isla, y desde otras partes del archipiélago. Esta peregrinación sucede dos veces al año, en febrero y en agosto, aunque la más multitudinaria y conocida es la de agosto.
En febrero los días principales son el 1 y el 2, días con gran afluencia de fieles. La peregrinación de agosto se celebra la noche del 14 al 15, esa noche, la basílica permanece abierta toda la noche, recibiendo a los miles de devotos de la Patrona de Canarias. Los peregrinos por lo general suelen llegar a altas horas de la madrugada y pasan toda la noche por los alrededores del templo. Durante toda la noche se celebran varias misas en la basílica, para al amanecer, empezar los actos principales del día de la patrona.

## Horarios
La Basílica de Candelaria permanece abierta todos los días del año, los horarios de apertura del templo basílical y de las misas celebradas en él son los siguientes:
- Basílica:
  - Lunes por la mañana cerrada.
  - Lunes por la tarde, de 15:00 a 19:00 h.
  - De martes a domingo y festivos, de 07:30 a 19:30 h.
- Misas:
  - Lunes a las 18:00 h.
  - De martes a sábado a las 08:00 y a las 18:00 h.
  - Domingos y Días de Precepto (festivos) a las 08:00, 10:00, 12:00 y 18:00 h.